# Luduș
A nu se confunda cu Ludoș, comună în județul Sibiu!
Luduș (în trecut Ludoșul de Mureș; în maghiară Marosludas, în trad. „Gâștele de pe Mureș”) este un oraș în județul Mureș, Transilvania, România, format din localitățile componente Avrămești, Cioarga, Ciurgău, Fundătura, Gheja, Luduș (reședința) și Roșiori.

## Localizare
Ludușul este situat în partea centrală a Podișului Transilvaniei (la 44 km de municipiul Târgu Mureș). Din punct de vedere geografic, orașul Luduș este situat la intersecția dintre paralele 24o 07’ longitudine estică și 46o 29’ latitudine nordică, la 279 m altitudine. Ludușul ocupă peste 67 km² și circa 1% din suprafața județului Mureș. Din punct de vedere administrativ,  orașul Luduș are în componența sa localitățiile Avrămești, Cioarga, Ciurgău, Fundătura, Gheja și Roșiori, cele mai însemnate fiind Gheja cu peste 1.500 de locuitori și Roșiori cu 900 de locuitori.
Orașul Luduș se găsește pe ambele maluri ale râului Mureș, pe drumul național DN15, între Turda și Târgu Mureș.

## Stemă
Stema orasului Luduș se compune dintr-un scut triunghiular cu marginile rotunjite, în care broșează un căprior de argint. În partea superioară, în câmp roșu, se află două spice de grâu, de aur. În mijlocul scutului, în câmp albastru, se află o coloană ionică, de argint. Scutul este timbrat de o coroană murală de argint cu 3 turnuri crenelate.
Semnificațiile elementelor însumate:
- Spicele de grâu reprezintă bogăția pământului și ocupația locuitorilor.
- Coloana ionică sugerează semnele civilizatiei antice existente pe aceste locuri.
- Coroana murală cu 3 turnuri crenelate semnifică faptul că localitatea are rangul de oraș.[5]

## Istoric
Ludușul este pomenit prima dată conform documentelor istorice în 1333. De-a lungul timpului apare sub următoarele denumiri: Ludas 1333, Ludas 1377, Lwdas 1439, Ludas 1461, Ludas 1733, Ludos 1750, Maros-Ludas 1760-1762, Maros Ludos, Ludos 1854 Ludaș-Mureș și Ludoșul de Mureș 1920 și în 1928 Luduș - formă care nu s-a mai schimbat până astăzi.
În perioada interbelică a fost reședința plășii Luduș din județul Turda.
Ludușul a fost declarat oraș în anul 1960.
În Luduș își are sediul o judecătorie, aflată în raza teritorială a Tribunalului Mureș și a Curții de Apel Târgu Mureș.
În acest oraș a fost confecționată și instalată o copie a Statuii Lupoaicei (“Lupa Capitolina”), simbolul latinității poporului român.

## Locuri în Luduș

### Monumente și clădiri

#### Biserica Reformată
Biserica Reformată este cea mai caracteristică clădire din oraș. Turnul bisericii se poate identifica chiar de la intrarea în oraș. Biserica construită în stil neoclasic în 1889 dovedește faptul că Ludușul a început să devine un oraș chiar în Imperiul Austro-Ungar. Renovarea totală a clădirii a început în 2007 și s-a terminat în 2009 cu ajutorul Episcopiei Reformate din Transilvania și a Republicii Ungare. În 2009 parohia a sărbătorit aniversarea a 120 de ani de la inaugurarea bisericii. Biserica reformată cu instituțiile sale este un centru cultural a comunității maghiare din oraș. În fiecare an sunt organizate expoziții de artă, festivaluri culturale și concerte de muzică clasică.

## Cultură
- Corul Mixt al Parohiei Reformate
- Asociația Culturală "Petőczi Kata Szidónia"
- Ansamblurile de dans popular "Transilvania" și "Ardealul"
- Asociația Culturală "Hajdina"

## Demografie
În 1850 Ludușul avea 1.166 locuitori, dintre care 1.065 erau români, 47 rromi și 34 maghiari. Din punct de vedere religios, 769 erau greco-catolici, 343 ortodocși, 32 reformați și 22 romano-catolici.
Componența etnică a orașului Luduș
     Români (63,69%)
     Maghiari (18,87%)
     Romi (7,79%)
     Alte etnii (0,11%)
     Necunoscută (9,54%)
Componența confesională a orașului Luduș
     Ortodocși (63,96%)
     Reformați (14,62%)
     Romano-catolici (4,25%)
     Greco-catolici (2,11%)
     Penticostali (1,9%)
     Alte religii (2,72%)
     Necunoscută (10,44%)
Conform recensământului efectuat în 2021, populația orașului Luduș se ridică la 14.757 de locuitori, în scădere față de recensământul anterior din 2011, când fuseseră înregistrați 15.328 de locuitori. Majoritatea locuitorilor sunt români (63,69%), cu minorități de maghiari (18,87%) și romi (7,79%), iar pentru 9,54% nu se cunoaște apartenența etnică. Din punct de vedere confesional, majoritatea locuitorilor sunt ortodocși (63,96%), cu minorități de reformați (14,62%), romano-catolici (4,25%), greco-catolici (2,11%) și penticostali (1,9%), iar pentru 10,44% nu se cunoaște apartenența confesională.
Conform recensământului efectuat în anul 2021 populația orașului Luduș scădea la 14.757 locuitori. Din aceștia în oraș erau 12.179 locuitori, în satul Avramești erau 194 locuitori, în satul Cioarga 237 locuitori, Gheja 1.242 locuitori, Roșiori 904 locuitori iar în Ciurgău nu mai era niciun locuitor. 
|  | Graficele sunt indisponibile din cauza unor probleme tehnice. Mai multe informații se găsesc la Phabricator și la wiki-ul MediaWiki. |

Date: Recensăminte sau birourile de statistică - grafică realizată de Wikipedia

## Politică și administrație
Orașul Luduș este administrat de un primar și un consiliu local compus din 17 consilieri. Primarul, Ioan Cristian Moldovan[*], de la Partidul Social Democrat, este în funcție din 2012. Începând cu alegerile locale din 2024, consiliul local are următoarea componență pe partide politice:
|  | Partid                                 | Consilieri | Componența Consiliului | Componența Consiliului | Componența Consiliului | Componența Consiliului | Componența Consiliului | Componența Consiliului | Componența Consiliului |
|  | -------------------------------------- | ---------- | ---------------------- | ---------------------- | ---------------------- | ---------------------- | ---------------------- | ---------------------- | ---------------------- |
|  | Partidul Social Democrat               | 7          |                        |                        |                        |                        |                        |                        |                        |
|  | Partidul Național Liberal              | 5          |                        |                        |                        |                        |                        |                        |                        |
|  | Uniunea Democrată Maghiară din România | 3          |                        |                        |                        |                        |                        |                        |                        |
|  | Alianța pentru Unirea Românilor        | 2          |                        |                        |                        |                        |                        |                        |                        |

## Personalități

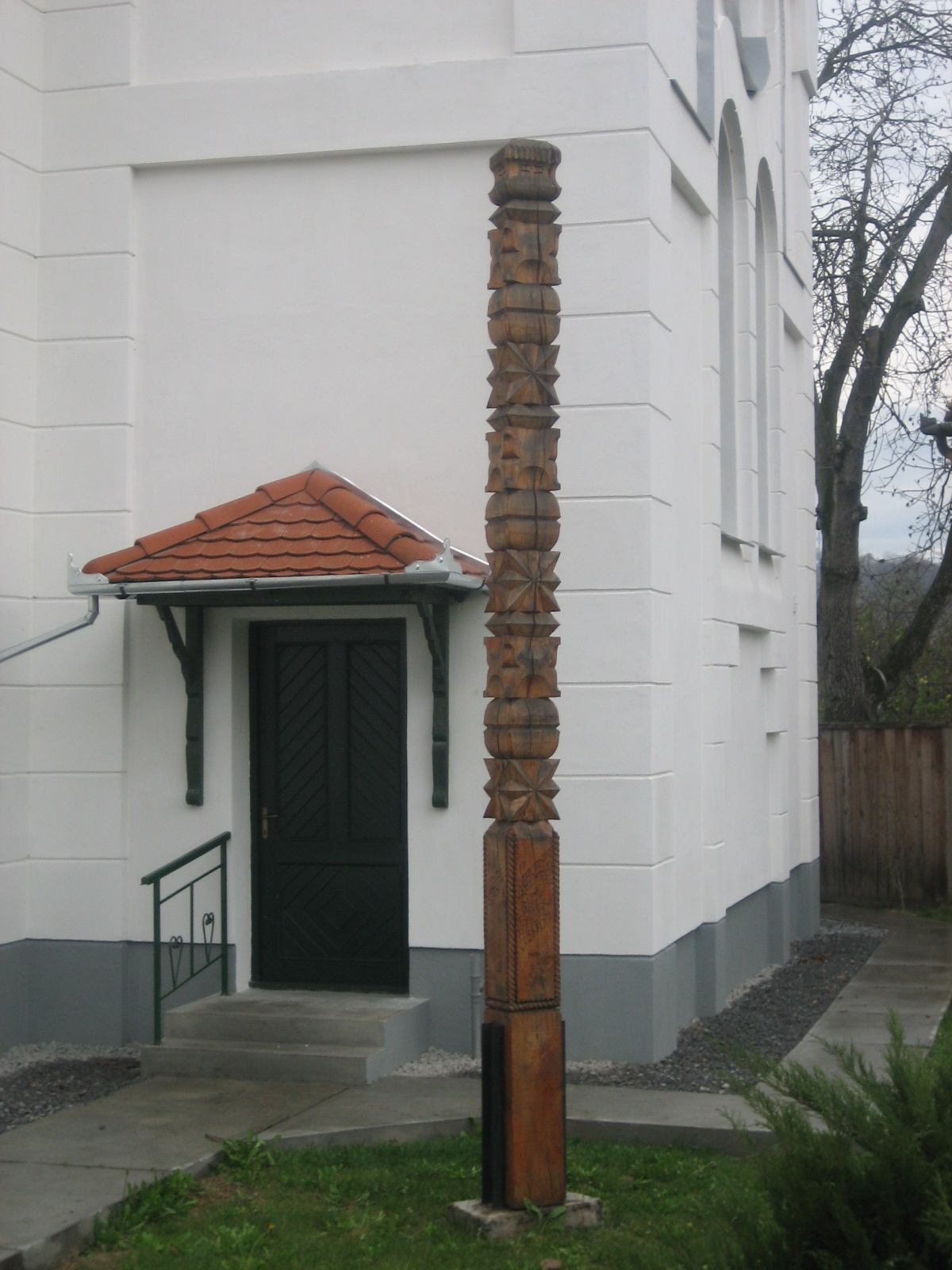
Coloană sculptată de lemn în grădina bisericii reformate

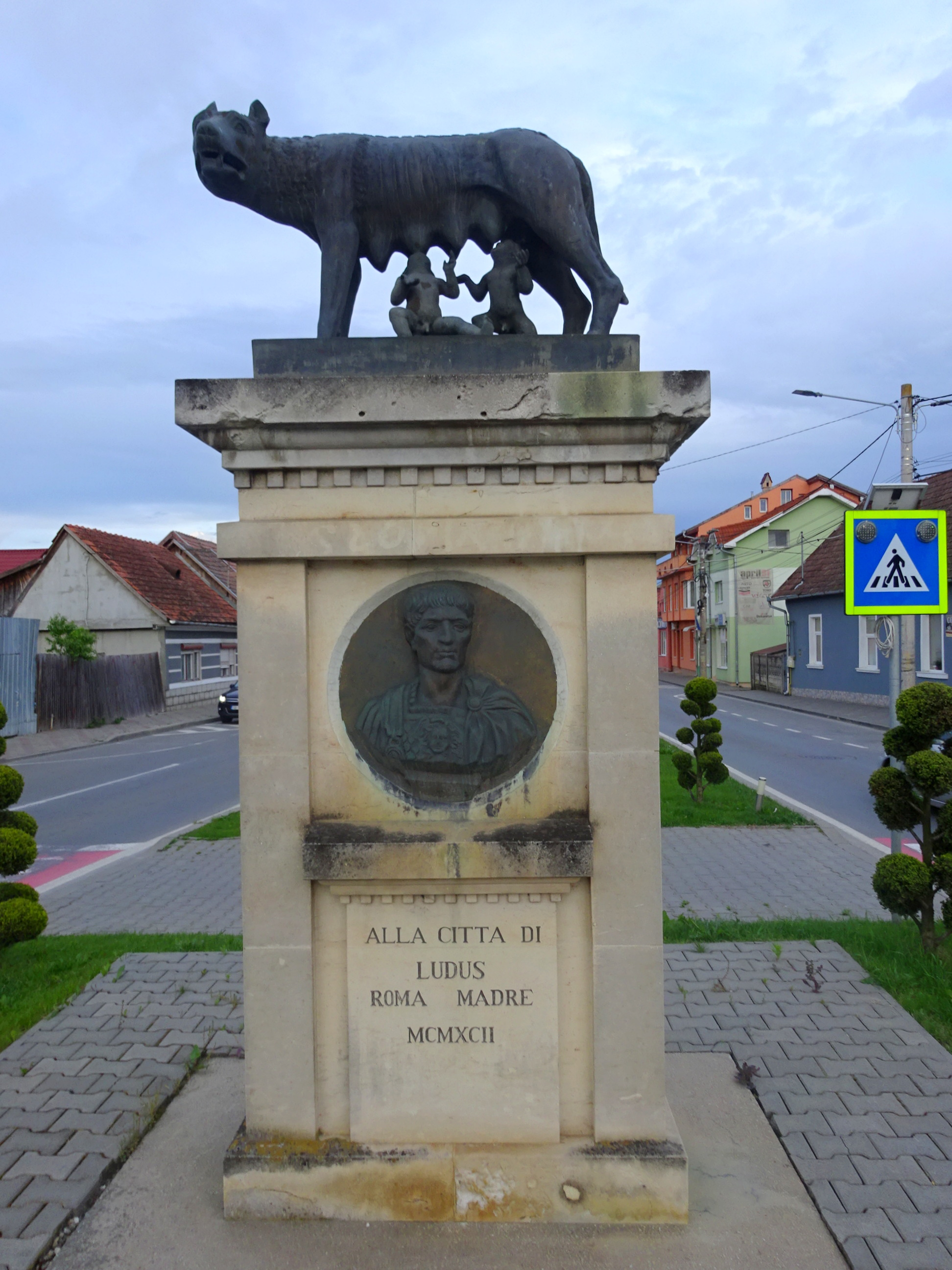
Statuia Lupoaicei din Luduș

- Longin Alexandru Macarie (1870 - 1939), învățător-director, memorandist
- Vasile Morariu (1873 - 1933),  deputat în Marea Adunare Națională de la Alba Iulia 1918, primar;
- Ștefan Pop (1876 - 1937), profesor, autor de manuale școlare
- Árpád Buday⁠(hu)[traduceți] (1879 - 1937), arheolog, profesor universitar;
- Andor Cseh (1895-1979), preot catolic, lingvist esperanto;
- Valer Russu (1900-1979), medic;
- Endre Kakassy (1903-1963), publicist, critic literar, traducător;
- Paul Laurean (1913-2004), învățător-director;
- Ion Ioan Vlăduțiu (1920-1991), etnograf;
- Constantin Pleșca (1921-1989), profesor;
- Paul Răchită (n. 1922-1993) soldat batalionul 24 Vânatori de munte, luptător Oarba de Mureș și Murgeni;
- Tănasie Fanea (n. 1922),
- Augustin Micu (1927-2015), profesor geografie;
- Ibolya Kiss (1928-2016), profesoară, pictoriță;
- Aurel Baghiu (1929 - 2010), conducător anti-comunist[16]
- dr. Lajos Sepsi (1931-1992), medic specialist chirurg
- dr. Traian Olteanu (1935-1997), medic primar radiologie-oncologie
- Gyula Hangel (1932-1989), profesor biolog
- Eugen Todoran (n. 1933), regizor și actor
- Pompeiu Hărășteanu (1935-2016), bas de renume internațional
- Rodica Olteanu (n. 1945), scenograf
- Ioan Astăluș (n. 1957), scriitor, sculptor, caricaturist
- Marcela Viana Frățilă (n. 1957), profesoară de pian și canto în San Francisco, SUA
- Iulian Boldea (n. 1963), poet, eseist și critic literar
- Ella Kovács (n. 1964), atletă
- Daniel Morar (n. 1966), judecător la Curtea Constituțională a României
- Leonte Nicolae Man (1967-1989), erou martir al Revoluției Române din Decembrie 1989
- Pericle Cristian Perșinaru (n. 1967), profesor de vioară la Colegiul Sfânta Treime din Londra, Marea Britanie
- dr. István Ballai (n. 1968), fizician, matematician
- Tibor Egyed (n. 1969), grafician
- Tara (von Neudorf) (n. 1974), artist plastic;
- Andrea Herczeg (n. 1994), jucătoare profesionistă de fotbal, membra a lotului echipei naționale
- Varga Hunor-József (n. 1997), actor și regizor de teatru.

## Imagini

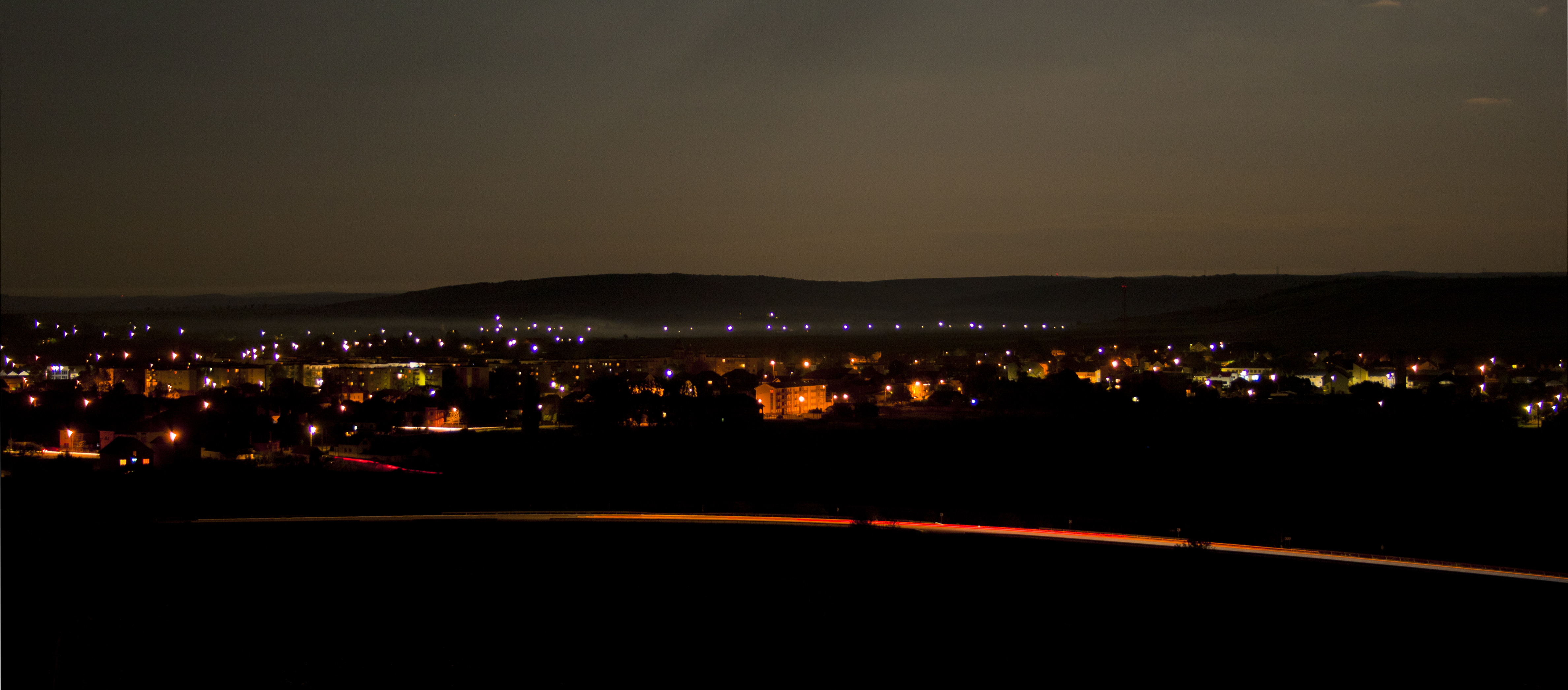
Luduș
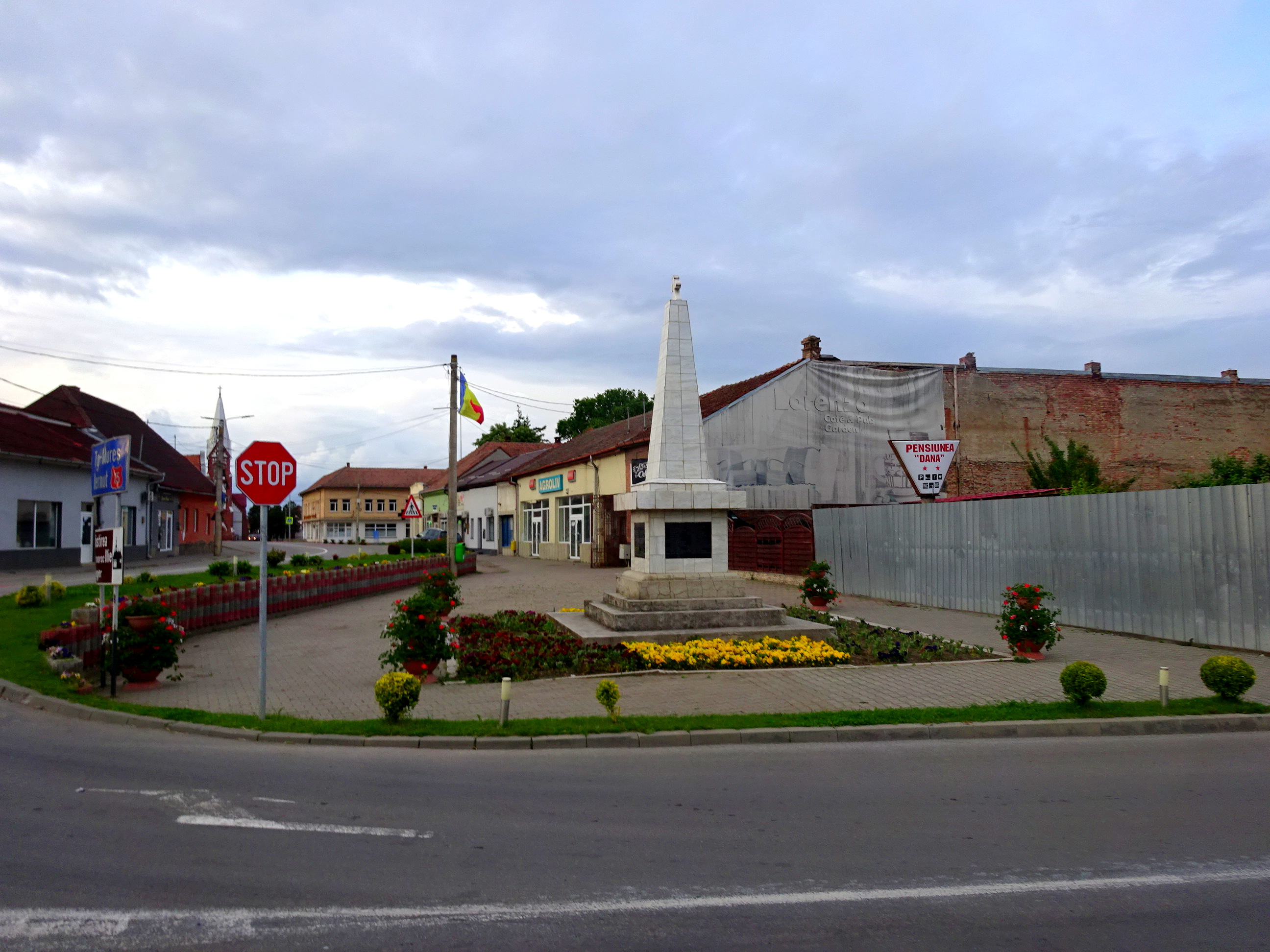
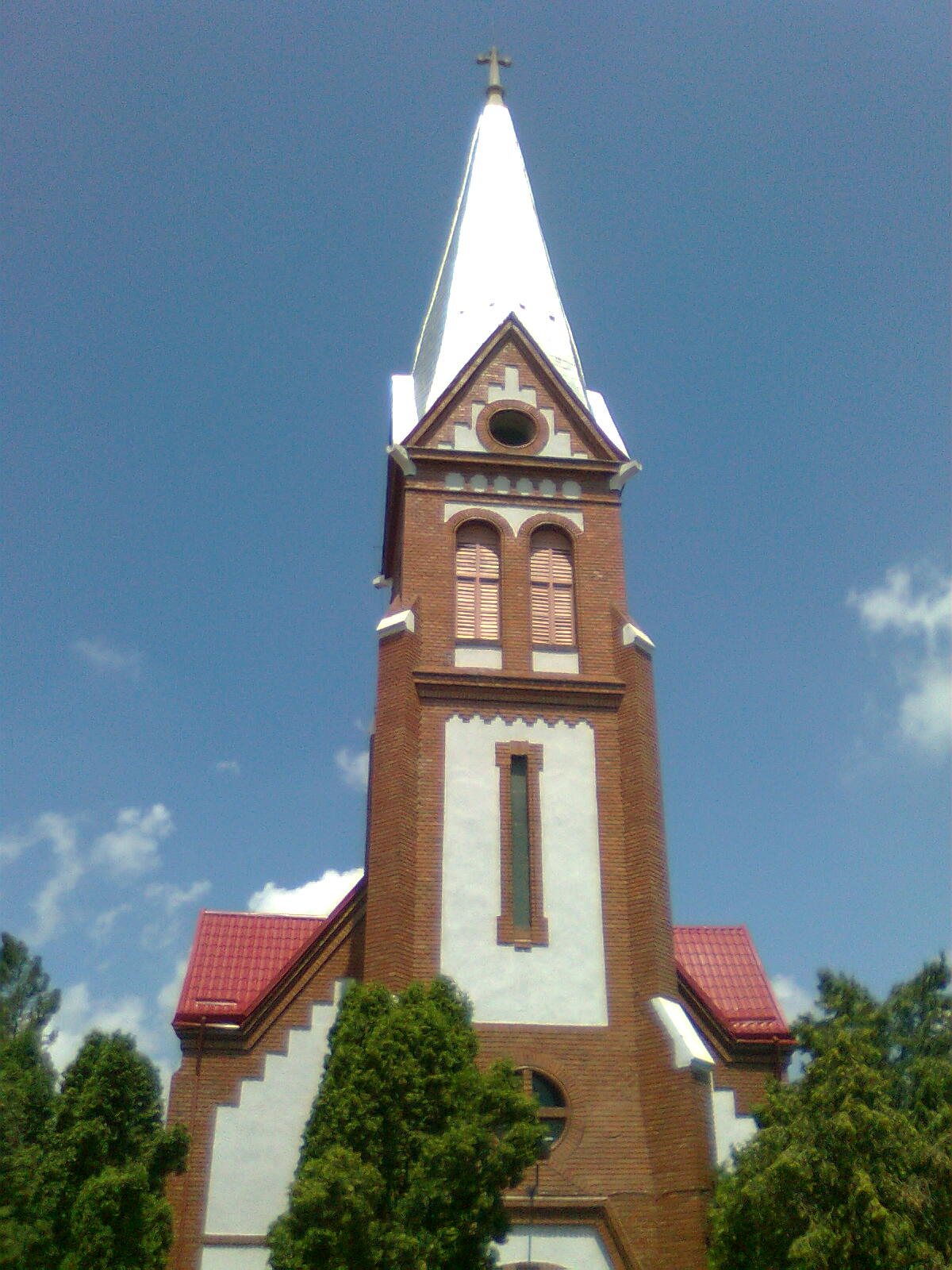
Biserica romano-catolică (1880)
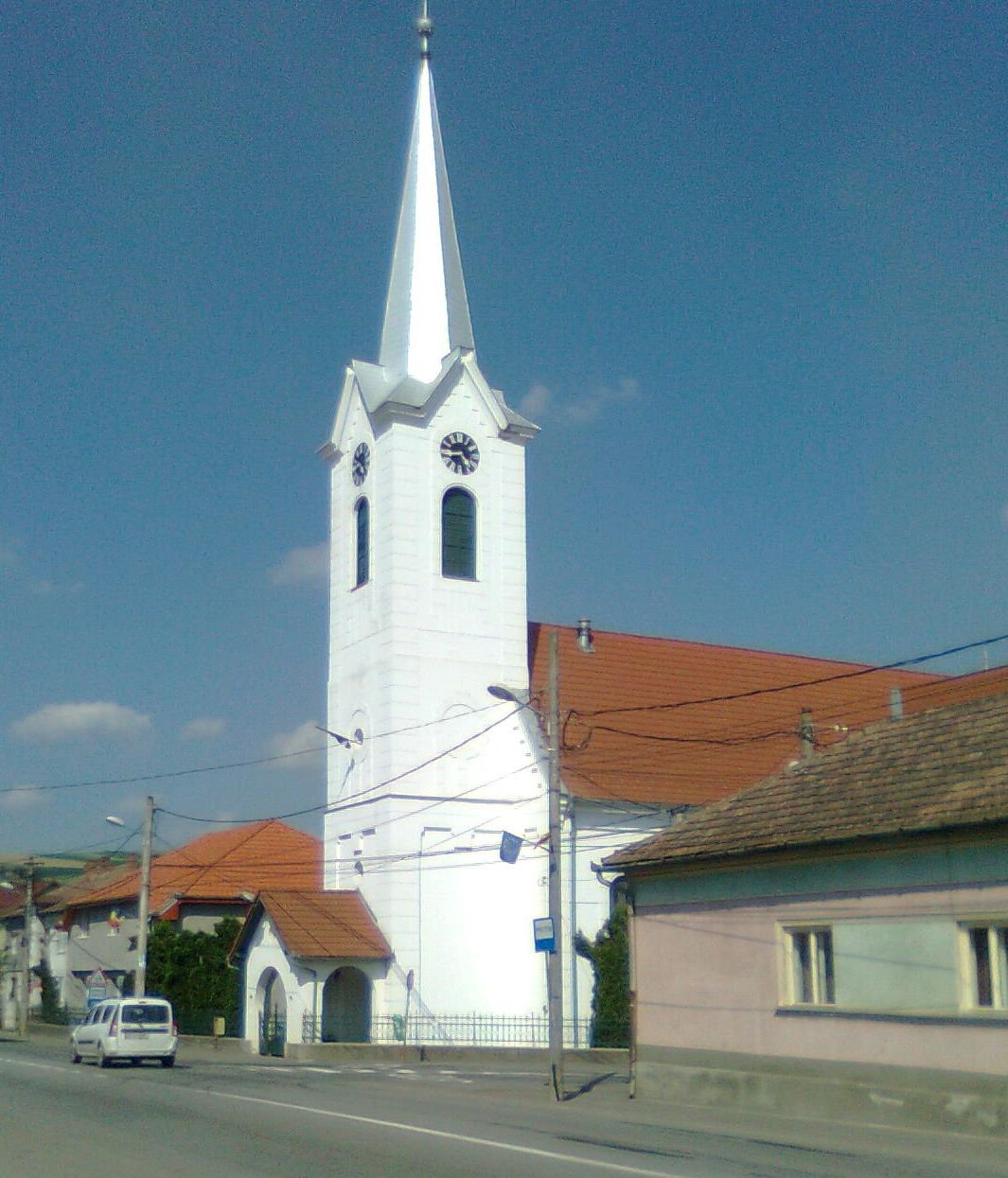
Biserica reformată (1886)
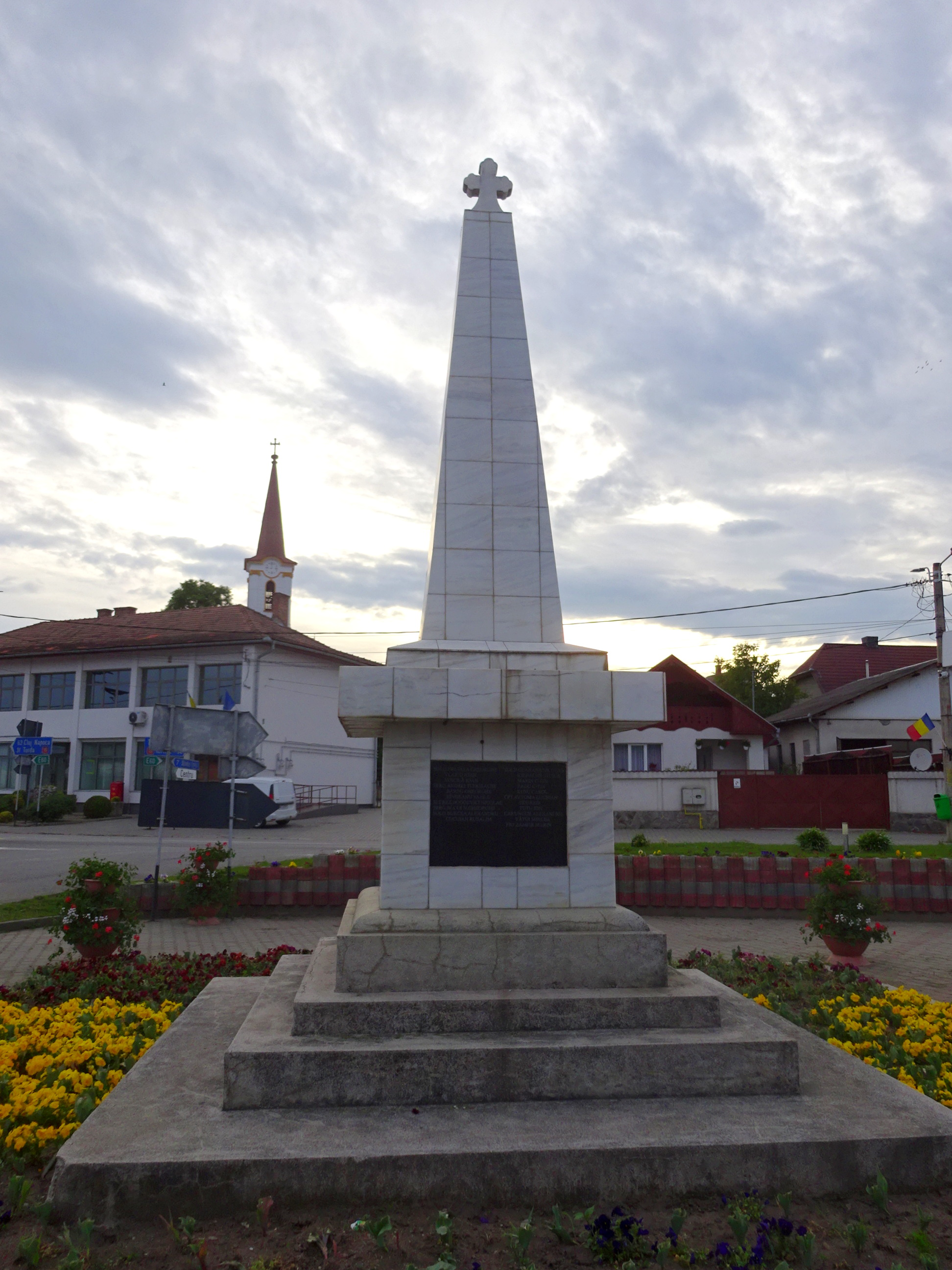
Monumentul eroilor
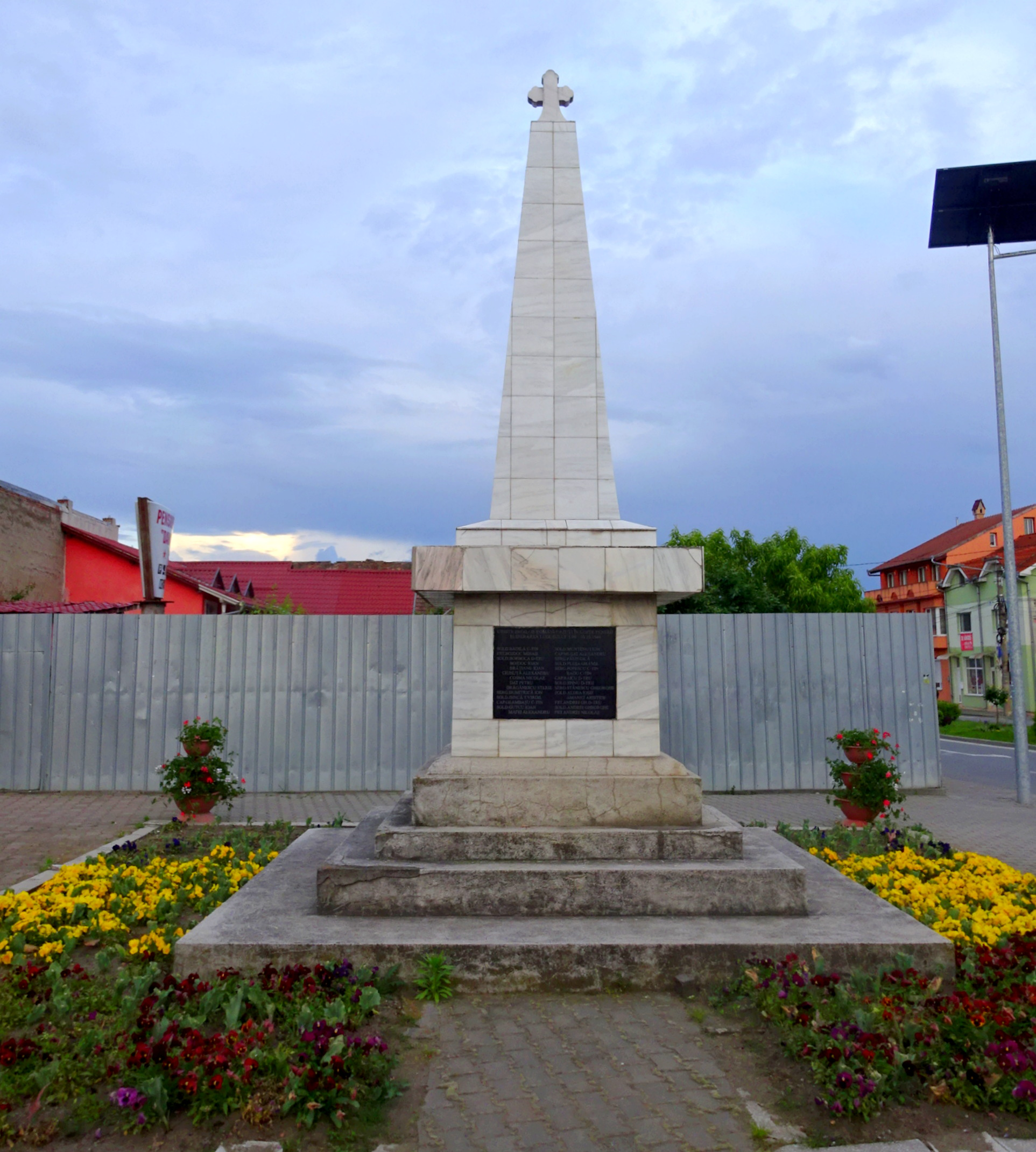
Monumentul eroilor
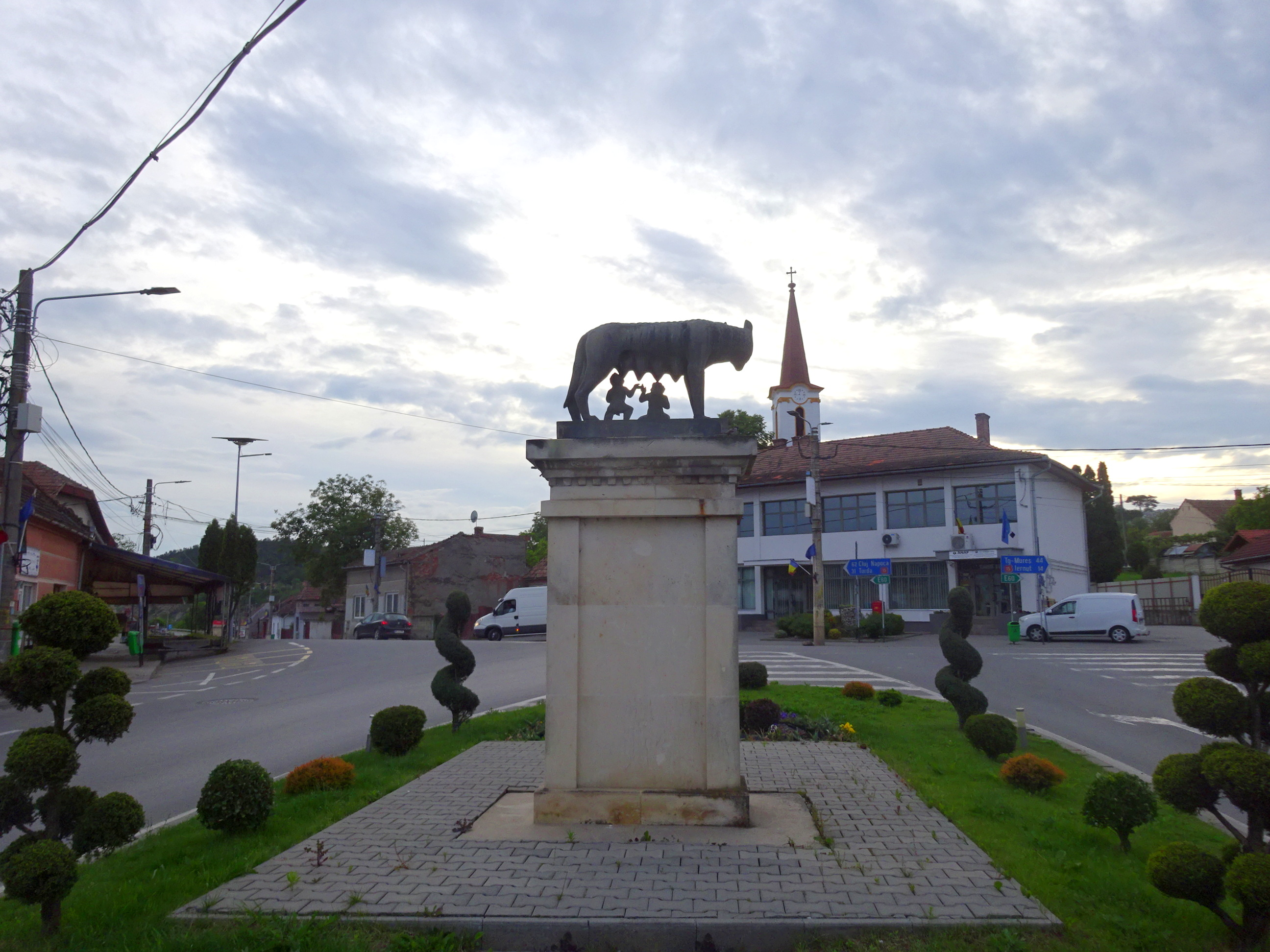
Statuia Lupoaicei
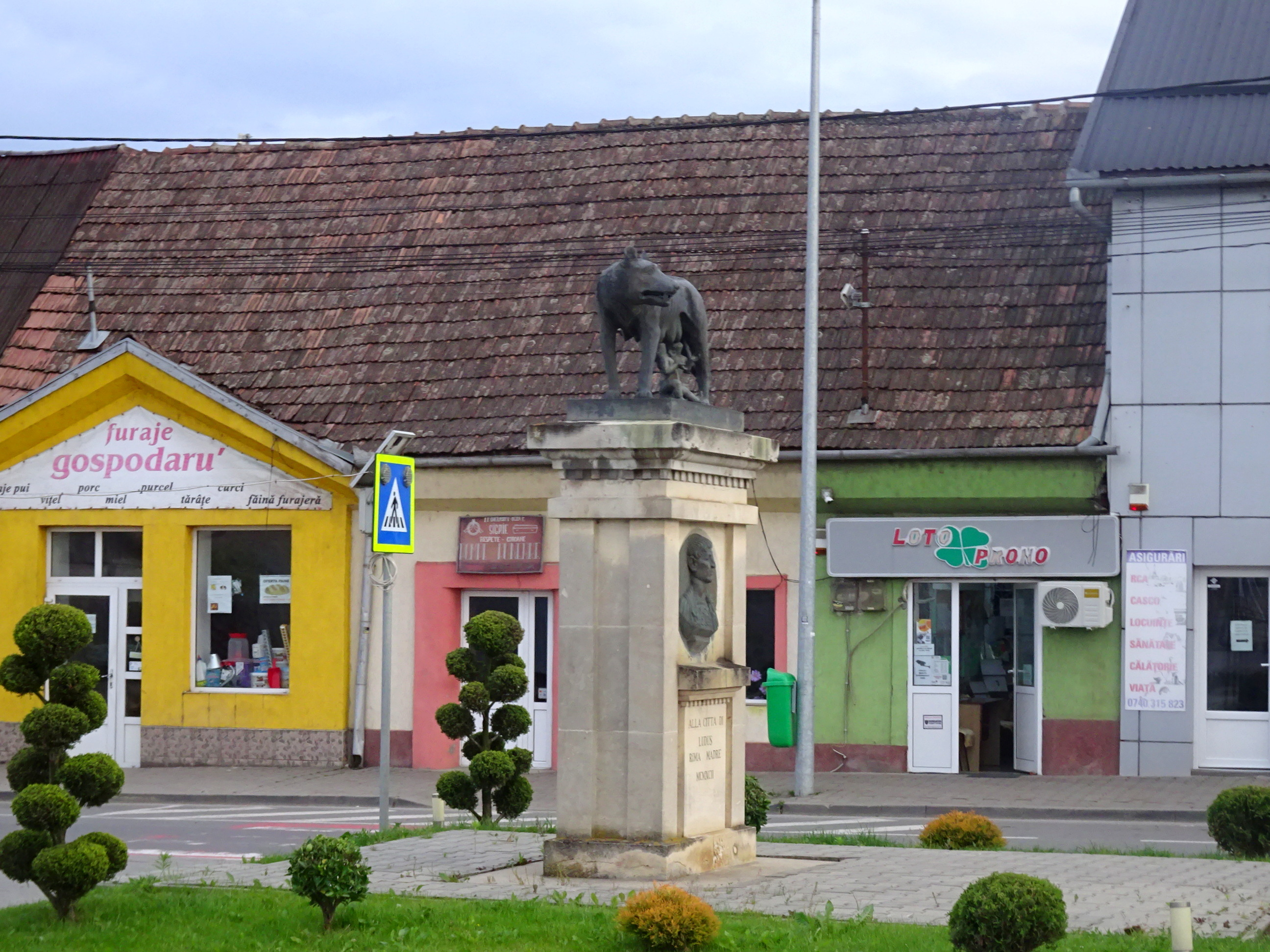
Statuia Lupoaicei
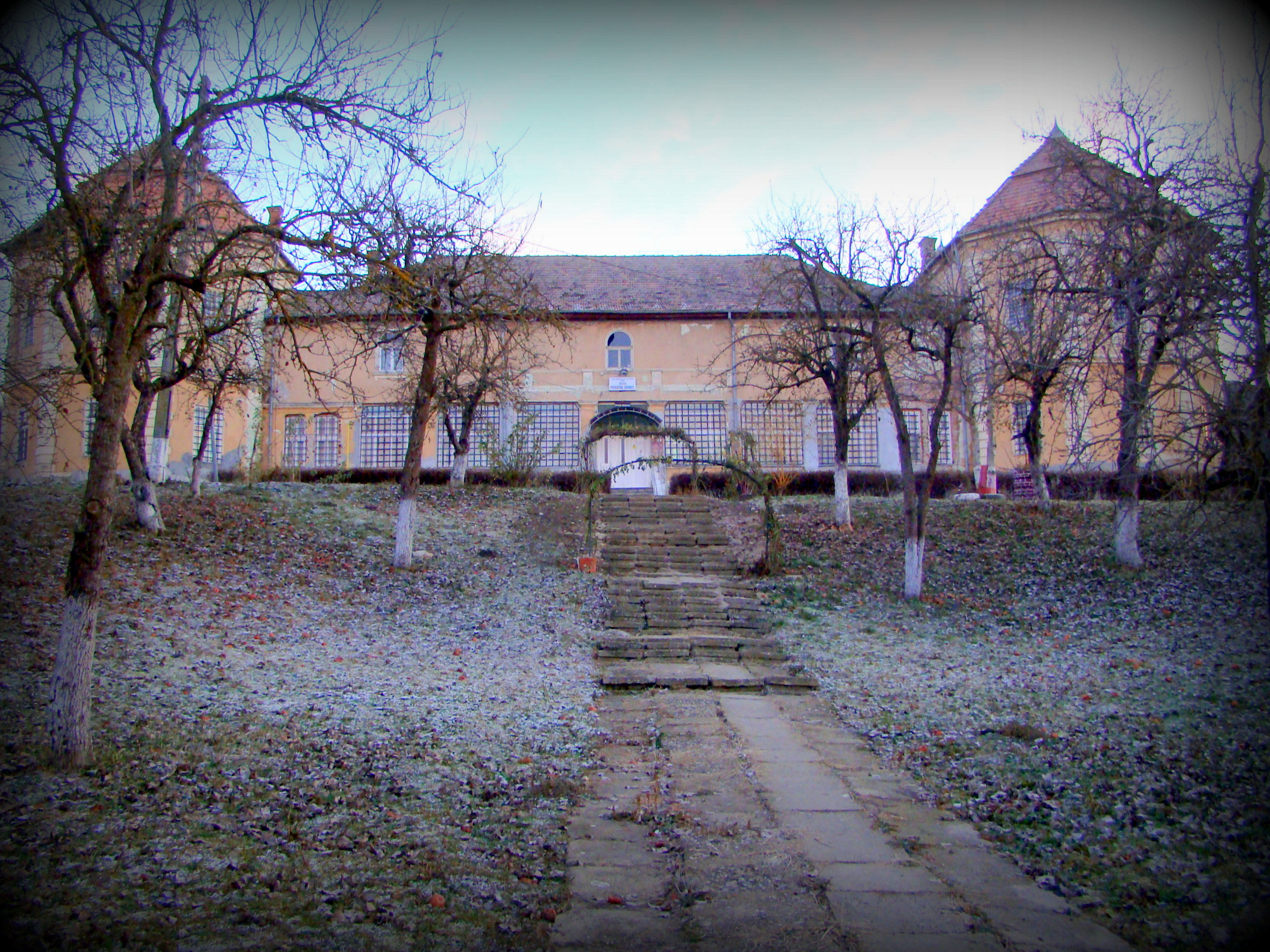
Castelul Bánffy din Gheja (monument istoric)
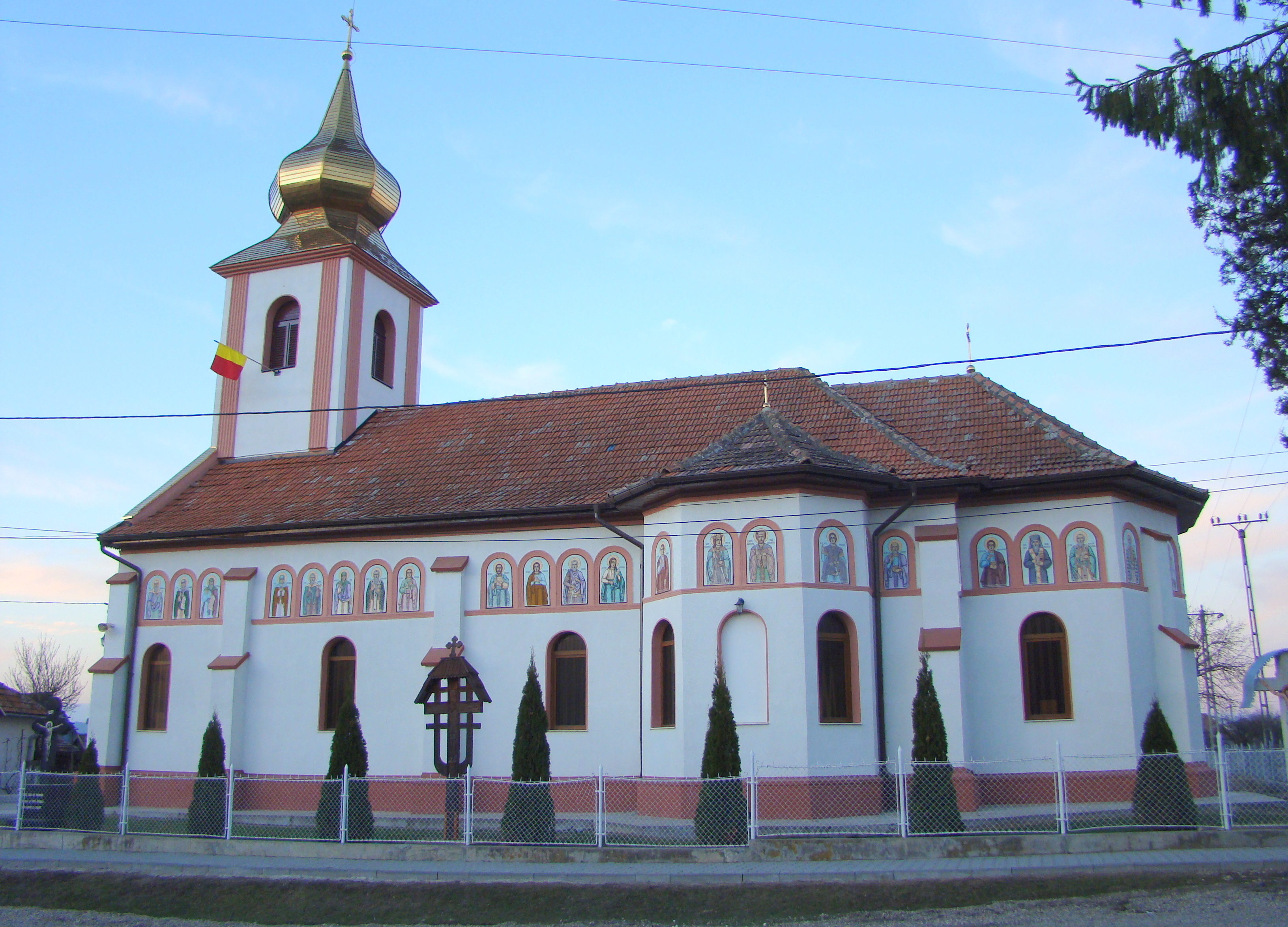
Biserica ortodoxă din Gheja
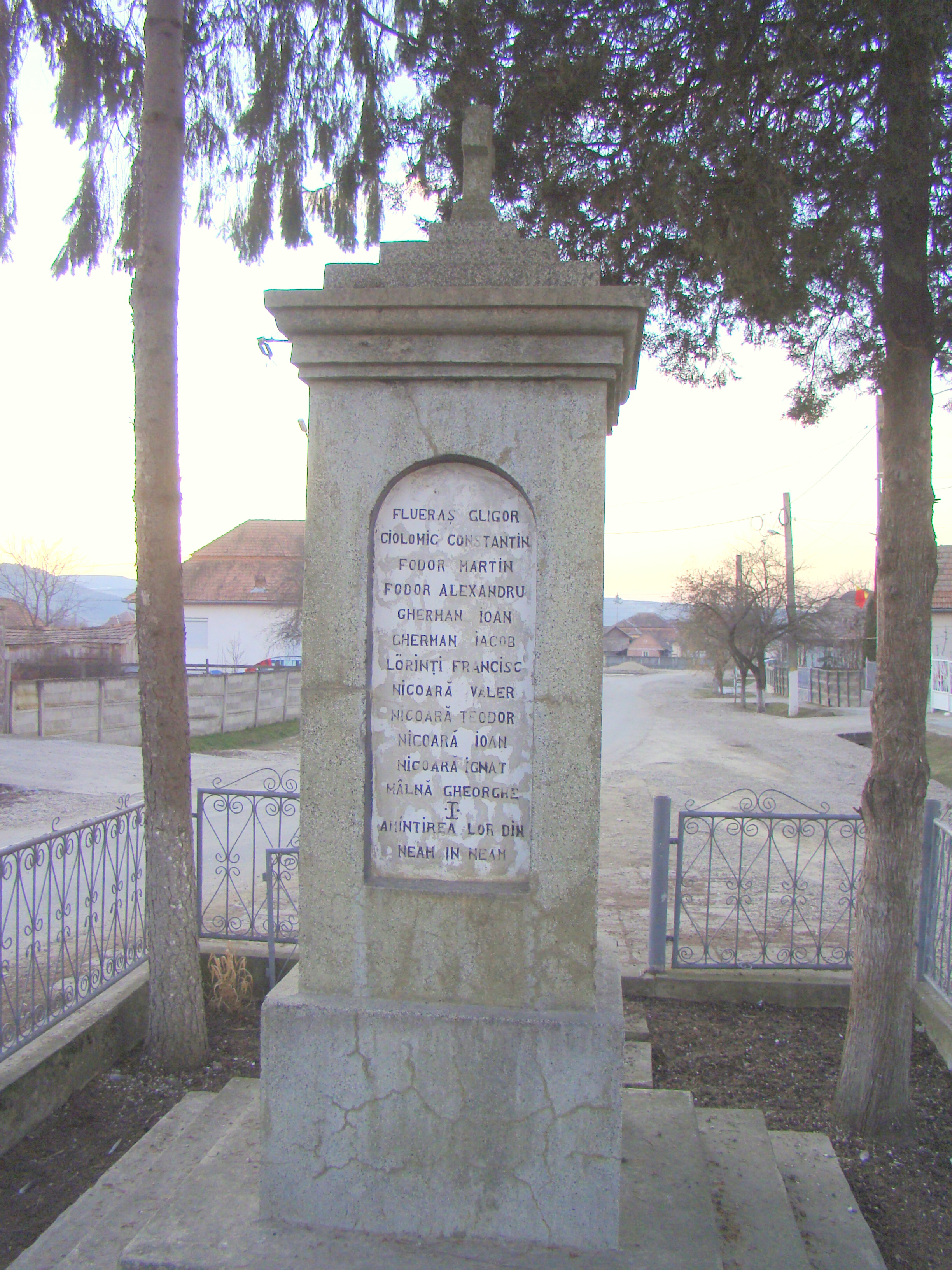
Monumentul eroilor din Gheja
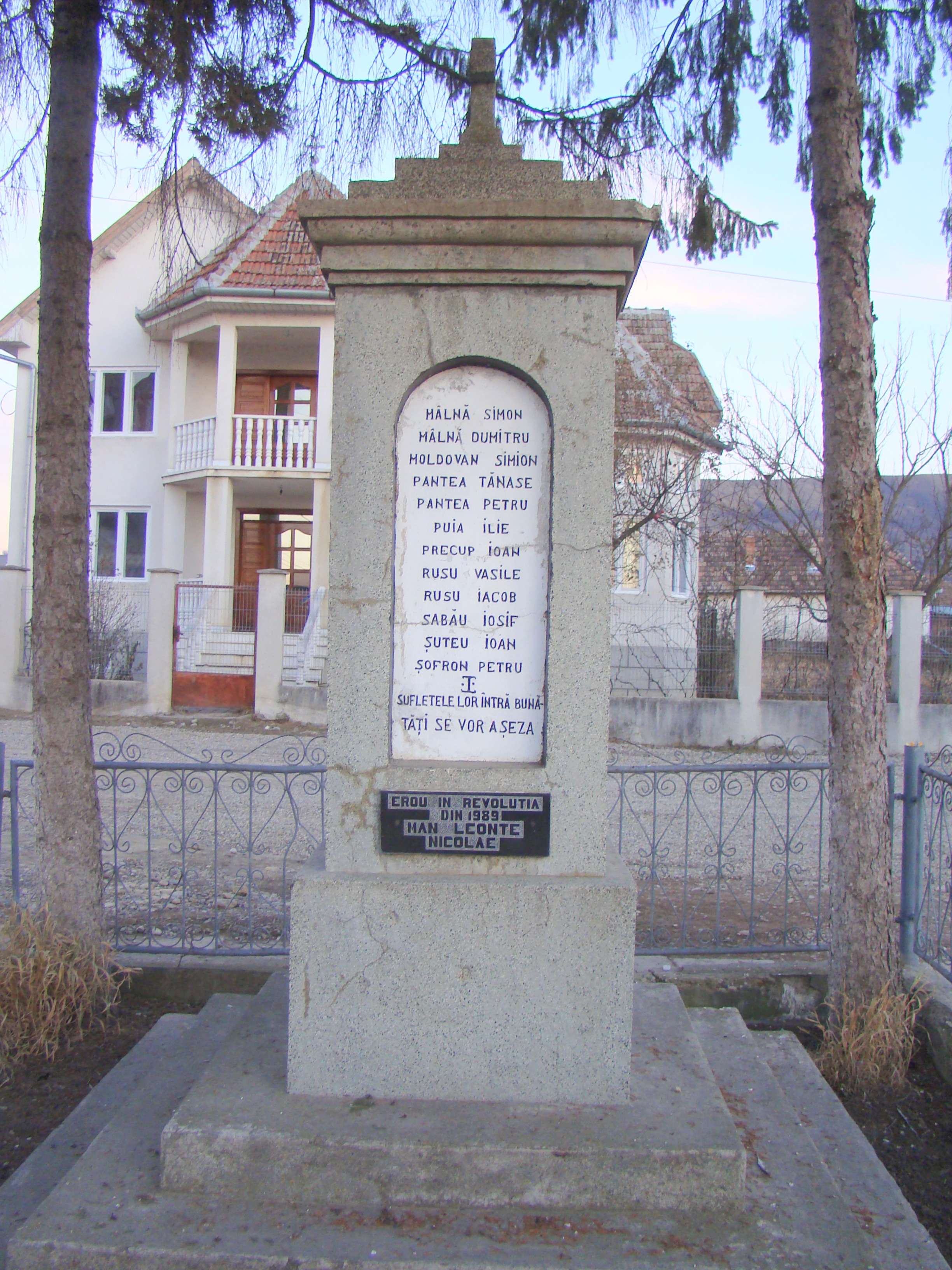
Monumentul eroilor din Gheja
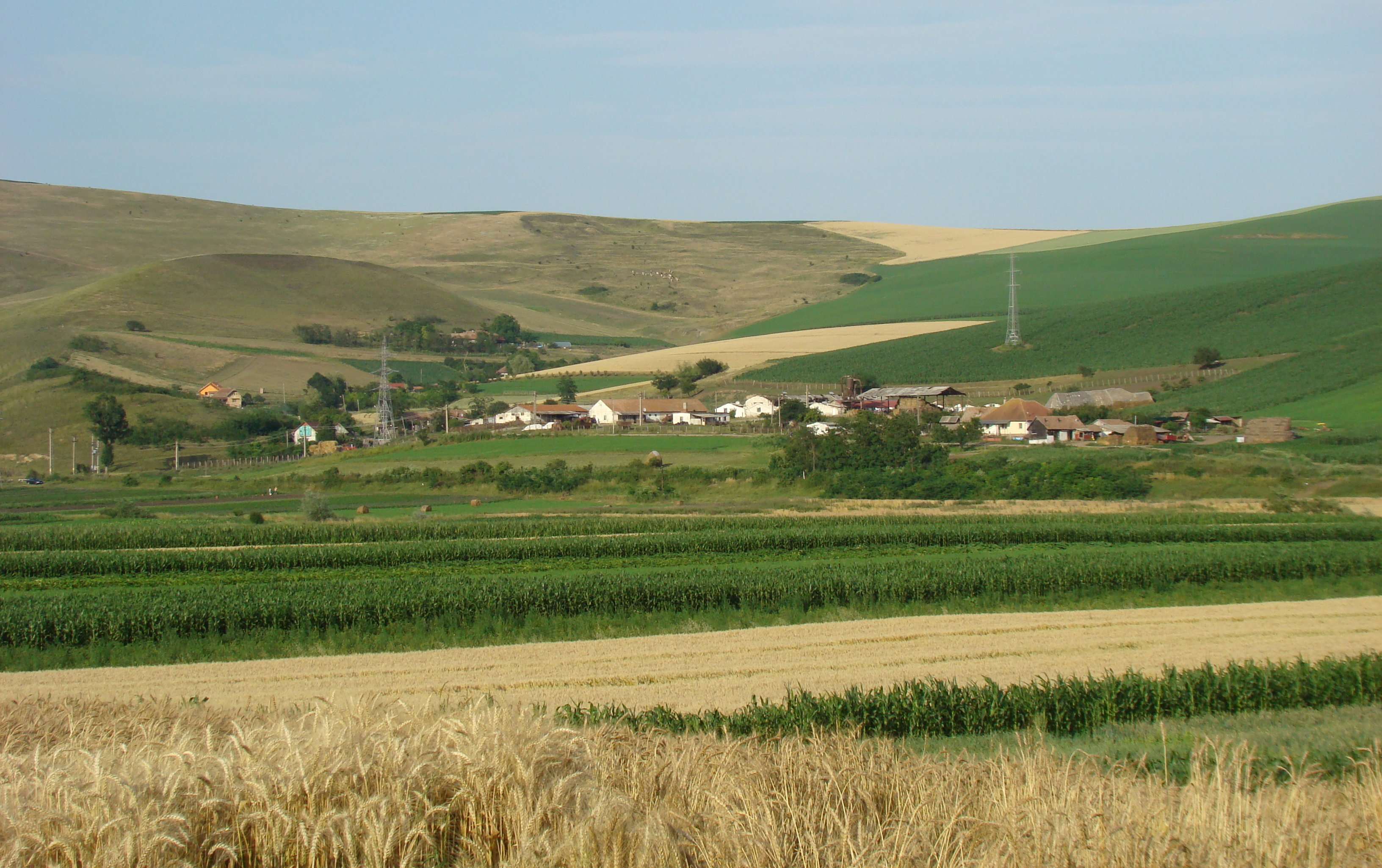
Roșiori
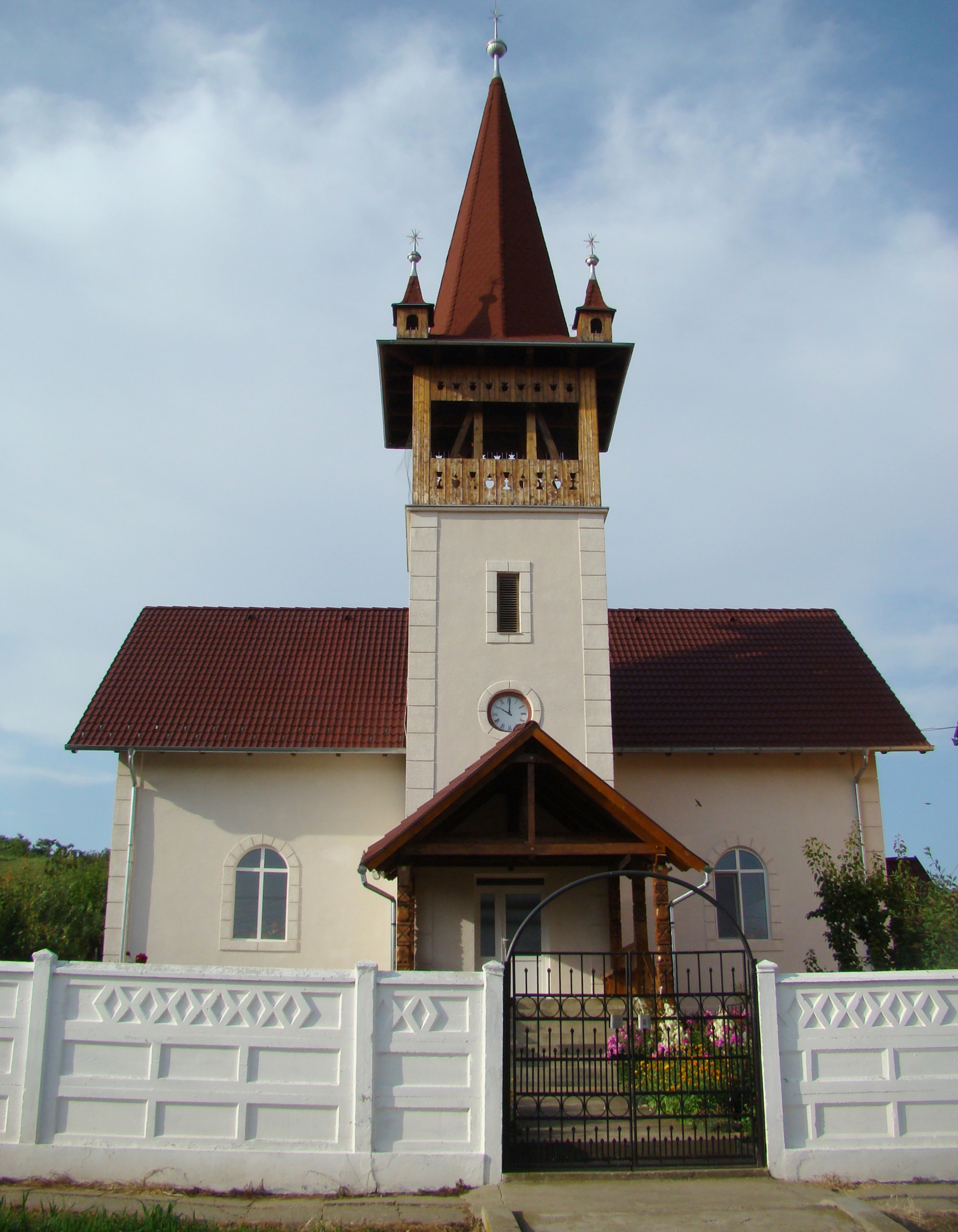
Biserica reformată din Roșiori
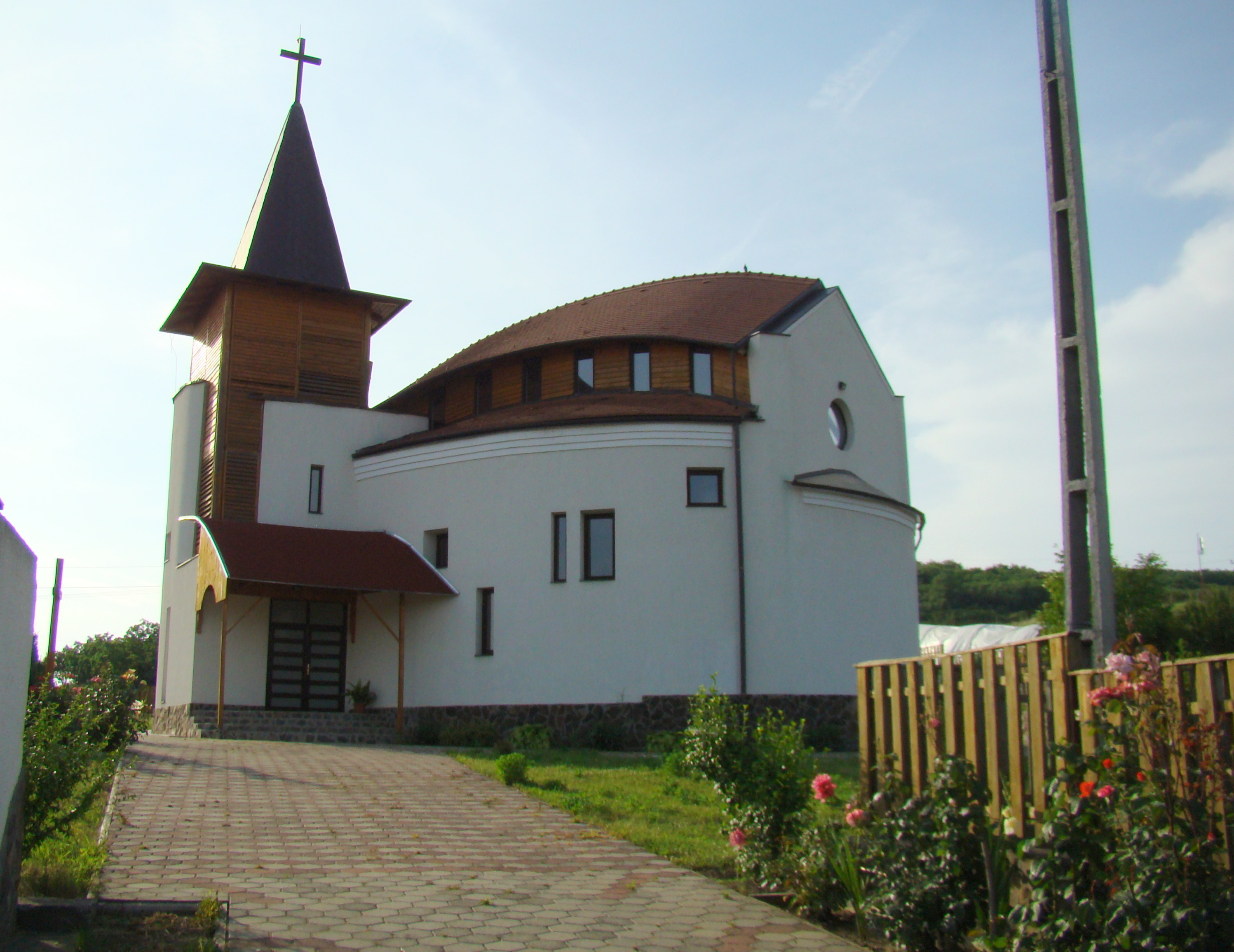
Biserica romano-catolică din Roșiori
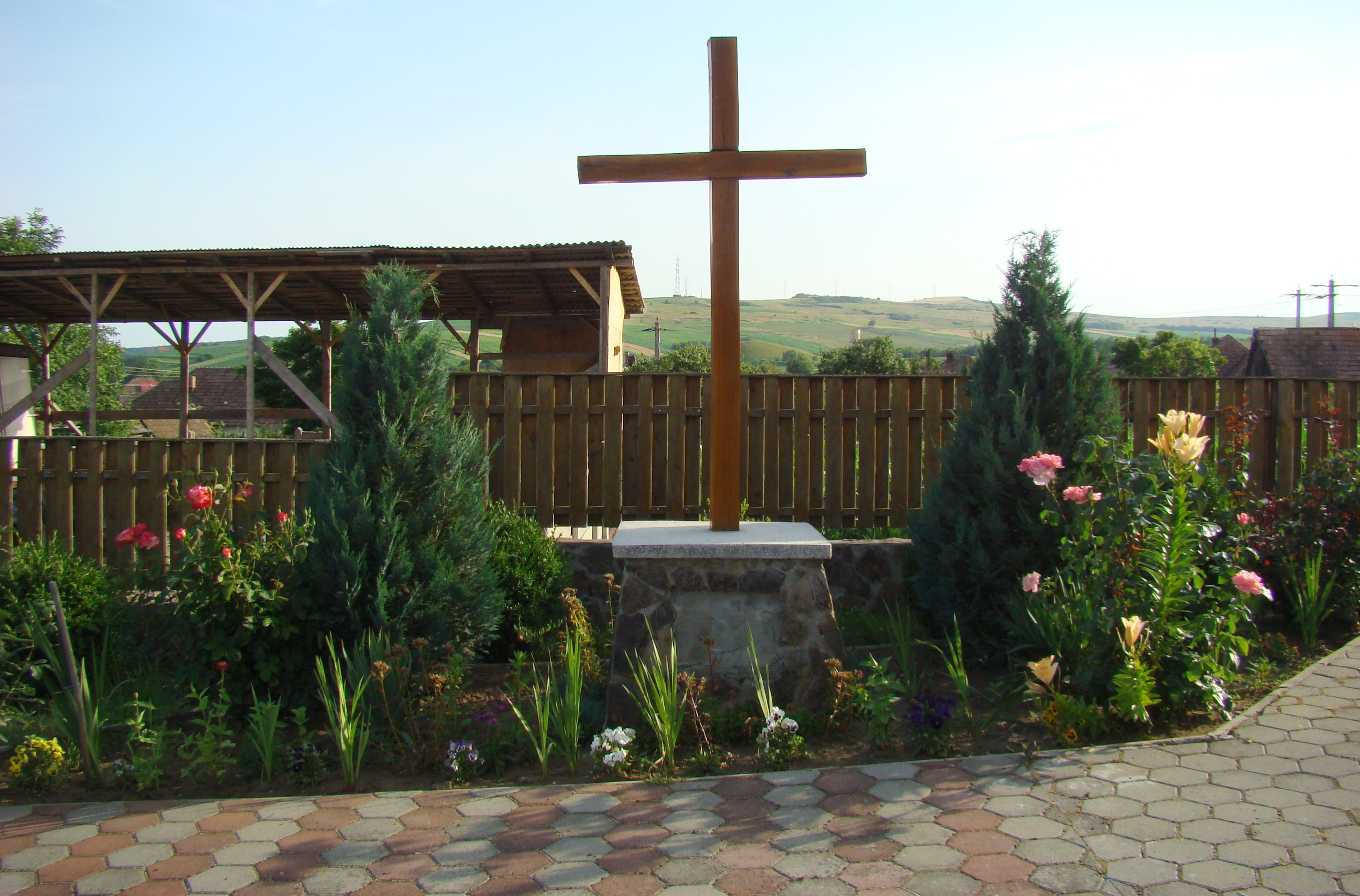
Biserica romano-catolică din Roșiori